# Роберт Саві
Роберт Саві (народився 28 жовтня 1931 року в Ліможі (Верхня В'єнна)) — професор права і французький політик, колишній депутат і колишній президент Лімузенської регіональної ради.
Першим віце-президентом у 1982 році, а з 1986 року він став президентом регіональної ради Лімузену, і цей мандат він зберігав до 2004 року (його наступником став Жан-Поль Денано).
Член керівного комітету Соціалістичної партії з 1977 по 1982 роки, він очолював місію в кабінеті міністра національної освіти Алена Саварі з 1981 по 1983 рік; Потім він очолював Комісію національних конфліктів Соціалістичної партії з 1984 по 1990 рік.
У 1985 році увійшов до складу Державної ради.
З 1992 по 1993 рік він обіймав посаду титулярного судді у Високому суді Франції.
Він також був віце-президентом Асамблеї європейських регіонів та очолював Комісію з питань сільського господарства та сільського розвитку Комітету регіонів Європейського Союзу.
У 2016 році він опублікував книгу «Сутінки соціалістів у Верхньому В'єні» на 320 сторінок, присвячену останнім 45 рокам існування ПС у Верхньому В'єнні у формі заповітного наративу, безжального опису десятиліть внутрішньої розрив серця на тлі проблем з владою.